# Pep Talk
Pep Talk var ett ungdomsmagasin i Sveriges Television åren 1984-1987. Programmen handlade om barn- och ungdomsidrott. Varje avsnitt skildrade en särskild sport och gav tips om träning och kost.  Programledare var Pauline Porath och Mats Albertsson. Redaktionen bestod av Börje Peratt regissör och inslagsproducent, Lasse Haglund producent och Gunnel Borg till en början redaktionssekreterare och sedan producent. Ett av de stående inslagen var Classes liniment av och med Claes Holmberg. 
Bland programmen som producerades kan nämnas segling, fotboll, ishockey,  simning, gymnastik, idrottsgymnasier (skidor och friidrott), mångkamp och modern femkamp. 